# The Adventures of Huckleberry Finn (pel·lícula de 1960)
 The Adventures of Huckleberry Finn és una pel·lícula dirigida per Michael Curtiz el 1960. Tret de la famosa novel·la homònima de Mark Twain, és la tercera versió sonora i la segona produïda per la MGM. Era igualment la primera adaptació de Les aventures de Huckleberry Finn en Cinemascope i Technicolor així com la primera pel·lícula on Eddie Hodges i l'antic boxejador Archie Moore tenen els papers protagonistes (Huck i Jim). Tony Randall fa igualment una aparició així com Buster Keaton que té un petit paper en el que serà la seva última pel·lícula amb el seu antic estudi, la MGM.
Algunes escenes que tenen lloc al Riu Mississipi han estat de fet rodades al Sacramento.

## Argument
La història de dos amics als Estats Units del segle xix. Huck Finn s'escapa de casa amb un amic de color anomenat Jim. Mentre Finn vol travessar el Mississippi, Jim vol traslladar-se a Illinois, un país on la gent és lliure. Les seves aventures comencen quan es posen en viatge en un rai: Huck i Jim acaben en un petit poble on Vanquish dos lladres i després s'embarquen en un vaixell de vapor que on en retroben amb els dos pinxos que aniran a la presó amb un ardit enginyós. Però al final Huck i Jim s'escapen i els seus camins es dividiran per sempre: el negre anirà a la terra on sempre ha somiat viure i Huck torna a casa.

## Repartiment
- Tony Randall: El rei de França
- Archie Moore: Jim
- Eddie Hodges: Huckleberry Finn
- Patty McCormack: Joanna Wilkes
- Neville Brand: Pap Finn
- Mickey Shaughnessy: Duc
- Judy Canova: Dona del Xèrif
- Andy Devine: Mr. Carmody
- Sherry Jackson: Mary Jane Wilkes
- Buster Keaton: Lion Tamer
- Finlay Currie: Capità Sellers
- Josephine Hutchinson: Vidua Douglas
- Royal Dano: Harlan, xèrif
- Parley Baer
- John Carradine
- Dolores Hawkins
- Sterling Holloway
- Dean Stanton